# 酒井忠弘
酒井 忠弘（さかい ただひろ、1868年8月8日（明治元年6月20日）- 1936年（昭和11年）1月19日）は、明治から大正期の政治家、華族。貴族院男爵議員。幼名は鉄太郎。

## 経歴
旧姫路藩主酒井忠績の長男として生まれる。1889年（明治22年）5月、忠弘に改名。父の死去に伴い、1895年（明治28年）11月22日、男爵を襲爵した。
1897年（明治30年）7月10日、貴族院男爵議員に選出。1901年（明治34年）7月19日、華族の礼遇が停止され、同年7月24日に貴族院議員を辞職した。1920年（大正9年）6月15日、背任罪により男爵を失爵、正五位を失位した。墓所は染井霊園。

## 親族
- 妻：益子（ますこ、板倉勝弘長女、離縁）[1]